# حزب العمال (إندونيسيا)
حزب العمال (بالإندونيسية: Partai Golongan Karya )‏ هو حزب سياسي إندونيسي، أسس في 1964، يقع مقره في جاكرتا، وقد بلغ عدد أعضائه 23,000,000 في 1999.

## أعضاء بارزون
- كود سباركل
- تحديث القائمة

- سوهارتو
- يوسف حبيبي
- محمد يوسف كالا
- آدم مالك
- فرابوو سوبيانتو
- باسوكي تجاهاجا بورناما (2008 - 2012)
- Hamengkubuwono X
- علي العطاس
- Aburizal Bakrie
- Umar Wirahadikusumah